# Юковъю
Юковъю (Юкоба) — река в России, протекает на северо-западе Удорского района Республики Коми. Правый приток реки Вашки.
Длина реки составляет 25 км.

## Данные водного реестра
По данным государственного водного реестра России относится к Двинско-Печорскому бассейновому округу, водохозяйственный участок реки — Мезень от истока до водомерного поста у деревни Малонисогорская. Речной бассейн реки — Мезень.
Код объекта в государственном водном реестре — 03030000112103000047894.